# Sonnensegel (Raumfahrt)
Das Sonnensegel, auch Lichtsegel, Photonensegel oder Solarsegel genannt, ist ein Konzept, bei dem der Strahlungsdruck des Sonnenlichtes zum Antrieb von Raumsonden genutzt werden soll (englisch solar-sail propulsion, SSP). Ähnliche Ideen hatten in den 1920er Jahren schon der deutsche Ingenieur Hermann Oberth (1923) und der russische Raumfahrtpionier Konstantin Ziolkowski (1924). Der Begriff des Sonnensegelns (englisch „solar sailing“) wurde erst später von Richard Garwin (1958) geprägt. Die ersten Ideen zu diesem Konzept stammen von Johannes Kepler, als er den Strahlungsdruck als Grund für die Ausrichtung des Kometenschweifs postulierte.
Die durch ein Sonnensegel mögliche Beschleunigung ist im Vergleich zu anderen Antrieben sehr gering. Daher sehen Konzepte zur Nutzung von Sonnensegeln Missionsdauern von vielen Jahren vor. Die technologische Herausforderung besteht darin, Folien im Weltraum zu entfalten und zu manövrieren, die sehr leicht und sehr groß sind. Während die NASA die Entwicklung vorübergehend einstellte, testete Japan 2010 den IKAROS erfolgreich.

## Konzept
Beim Sonnensegel soll der Strahlungsdruck der Sonne als Antriebsquelle genutzt werden. Mit der Solarkonstanten von 1,367 kW/m² (Strahlungsleistungsdichte der Sonne in Erdentfernung) ergibt sich ein Strahlungsdruck von 9,1 μN/m² – bei vollständiger, senkrechter Reflexion, die aber auf interplanetaren Bahnen nicht sinnvoll ist. Typisch ist die schräge Segelstellung, bei der eine tangentiale Kraftkomponente auftritt, mit der die Bahnenergie erhöht oder verringert werden kann. Die im Bereich der Erdbahn auf einen Quadratmeter Segelfläche wirkende Kraft beträgt dann etwa 4 µN.
Es werden also sehr große Flächen und lange Zeiten benötigt, um selbst kleine Massen nennenswert zu beschleunigen. Das heißt, das Segel muss sehr dünn sein. Bei einem Massebelag von 10 g/m², einschließlich Nutzlast, läge die Beschleunigung bei 0,4 mm/s² und ein Geschwindigkeitszuwachs von 10 km/s würde fast ein Jahr dauern.
Die Intensität des Sonnenlichts hängt umgekehrt quadratisch vom Abstand ab. Nahe Vorbeiflüge an der Sonne könnten dies ausnutzen, um größere Beschleunigungswerte zu erreichen.

## Praktische Versuche

### Znamya-2 (1993)
Die erste Erprobung eines Entfaltmechanismus für Foliensegel und deren Lagekontrolle geschah 1993 von der russischen Raumstation Mir aus. Das Experiment diente dem Plan, mit viel größeren Reflektoren nordrussische Städte zu erhellen. Zur Durchführung dockte Progress-M 15 ferngesteuert ab und wurde in 230 m Entfernung zur Lagestabilisierung in Rotation versetzt. Der 40 kg schwere Reflektor wurde an einer elektrisch angetriebenen Achse durch Zentrifugalkraft zu 20 m Durchmesser ausgespannt, die Kanten der acht am Umfang verbundenen Foliensegmente entfalteten sich allerdings nicht vollständig. In der frühen Morgendämmerung war der Reflex von Südfrankreich bis Osteuropa zu sehen.

### DLR-Demonstrator (1999)
Das ESA/DLR-Projekt „Solar Sail“ konnte 1999 die Entfaltung eines 20 m × 20 m großen Sonnensegels am Boden demonstrieren. Das Segel bestand aus vier CFK-Auslegern, die beim Ausfahren ein Kapton-Segel aufspannten. Die Röhren der Ausleger bestanden aus zwei aufgerollten Halbschalen, die beim Abrollen wieder ihre ursprüngliche Form erhielten. Das JPL der NASA steuerte ein Segelsegment zum Demonstrator bei.

### Cosmos 1 (2001)

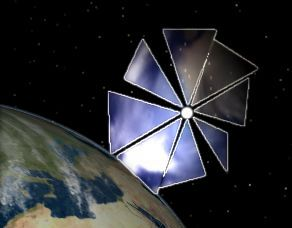
Künstlerische Darstellung des Modells Cosmos-1 der Planetary Society

2001 schlug ein suborbitaler Test von Cosmos Studios und der Planetary Society fehl, da sich die dritte Stufe der verwendeten Wolna-Rakete nicht trennte. Cosmos 1 hätte acht 5 µm dicke Segmente aus aluminiumbeschichtetem Mylar mithilfe aufblasbarer Schläuche entfalten sollen. 2005 verhinderte ein Versagen schon der ersten Stufe einen orbitalen Einsatz in 800 km Höhe. Das Experiment sollte eine Erhöhung der Orbits durch das Solarsegel nachweisen.

### Raumfahrtagentur ISAS (2004)
Im August 2004 testete die japanische Raumfahrtagentur ISAS die Entfaltung zweier Sonnensegel in einem suborbitalen Flug mit der Höhenforschungsrakete S-310 erfolgreich. Der Entfaltungsmechanismus beruht auf der Ausnutzung der Zentrifugalkraft bei einer Rotationsbewegung. Diese Bewegung wurde auf der Höhenforschungsrakete nach Erreichen der 200-km-Grenze initiiert, so dass sich das 10-m-Sonnensegel entfalten konnte.

### NASA Glenn Research Center (2005)

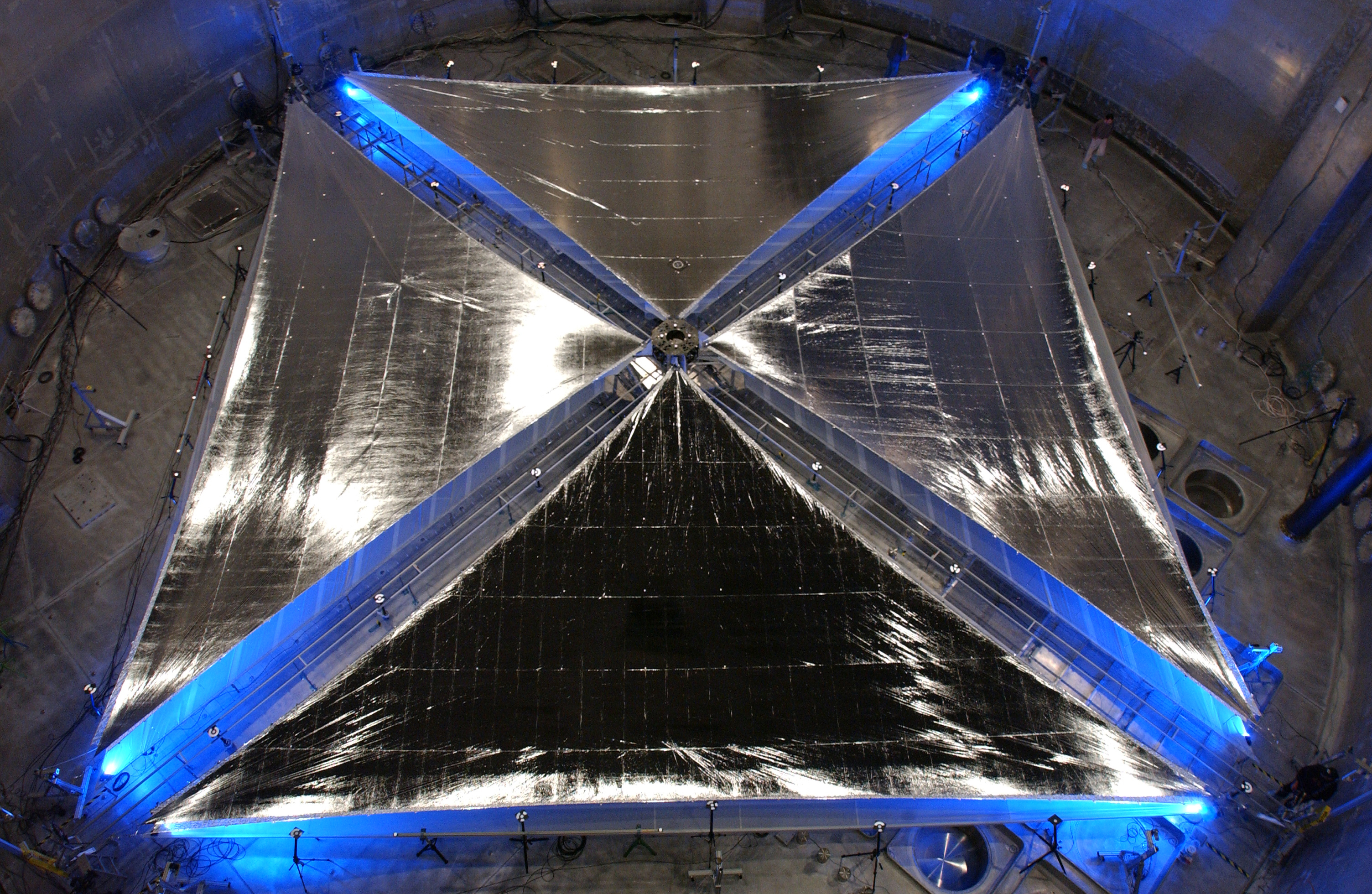
Eines der beiden 20-Meter-Sonnensegel, deren Entfaltung 2005 von der NASA getestet wurde.

Im weltgrößten Simulator für Weltraumbedingungen, der Plum Brook’s Space Power Facility, wurde 2005 die Entfaltung zweier konkurrierender Sonnensegelkonstruktionen getestet.

### IKAROS (2010)
Die Kraftwirkung auf ein Sonnensegel im All wurde erstmals mit der am 20. Mai 2010 gestarteten japanischen interplanetaren Raumsonde IKAROS gemessen. Während sechs Monaten betrug die durch Lichtdruck bewirkte Geschwindigkeitsänderung 100 m/s.

### NanoSail-D2 (2011)
Am 20. Januar 2011 öffnete der 4 kg schwere und 33×10×10 cm³ große Nanosatellit NanoSail-D2 in einer 640 km hohen Umlaufbahn ein etwa 10 m² großes Segel. Das NASA-Experiment diente dem Test einer Technologie, um Weltraummüll durch Luftreibung schneller zum Verglühen in der Atmosphäre zu bringen. Da das Segel sich nicht, wie vorausberechnet, frontal zur Anströmung, sondern flach ausrichtete, dauerte das Deorbiting statt geplanter 70 bis 120 Tage 240 Tage – NanoSail-D2 verglühte am 17. September 2011 in der Atmosphäre.

### Sunjammer (2014)
Der Sunjammer der NASA sollte ein 38 m × 38 m großes Sonnensegel entfalten und die Manövrier- und Navigierbarkeit des Segels zeigen. Als Starttermin wurde zunächst Ende 2014 genannt und später auf Januar 2015 verschoben. Das Projekt wurde schließlich im Oktober 2014 noch vor dem Start eingestellt.

### LightSail (2015)
Ein Technologiedemonstrator für LightSail 2, der beim Start der Boeing X-37 am 20. Mai 2015 mit ins All befördert wurde und einige Tage später nach dem Entfalten seines Segels in der Atmosphäre verglühte.

### LightSail 2 (2019)
LightSail 2 war ein 5 kg schwerer, experimenteller 3U-Cubesat der Planetary Society. Gemeinsam mit verschiedenen Nutzlasten des amerikanischen Verteidigungsministeriums und der NASA wurde er am 25. Juni 2019 mit einer Falcon Heavy von SpaceX in eine erdnahe Umlaufbahn gebracht. LightSail 2 war nicht darauf ausgelegt, die Erdumlaufbahn zu verlassen. Der Satellit besaß ein 32 Quadratmeter großes, quadratisches Sonnensegel, das am 23. Juli 2019 entfaltet wurde. Innerhalb einer Woche wurde das Apogäum der Umlaufbahn durch Sonnensegelantrieb um etwa zwei Kilometer angehoben. Nach Angabe der Planetary Society handelte es sich um die erstmalige erfolgreiche Demonstration eines reinen Sonnensegelantriebs im Erdorbit. LightSail 2 verglühte am 17. November 2022 in der Atmosphäre.

### SIASAIL-1 (2019)
Das Institut für Automatisierung der Chinesischen Akademie der Wissenschaften in Shenyang (中国科学院沈阳自动化研究所) hatte auf dem am 30. August 2019 um 23:41 Uhr UTC mit einer Festtreibstoffrakete vom Typ Kuaizhou-1A vom Kosmodrom Jiuquan gestarteten Forschungssatelliten Xiaoxiang-1 07 (潇湘一号07卫星) der Spacety GmbH aus Changsha
einen Apparat installiert, der kleiner als eine Billardkugel war und in dem sich ein zusammengefaltetes Sonnensegel mit dem Mastmechanismus befand. In einem ersten Schritt wurde das Gerät mit dem Namen SIASAIL-1 (天帆一号, PinyinTiānfān Yīhào, deutsch: „Himmelssegel 1“) aus dem Gehäuse des Satelliten ausgefahren und um 90° gedreht. Danach wurden aus den Ecken des Apparats vier Masten ausgefahren, die das 0,6 m² große, quadratische Segel (siehe unten) aufspannten, ein Prozess, der am 26. Dezember abgeschlossen und verifiziert war.
Neben einer Beobachtung der Materialalterung im Aufspannmechanismus und des Segels selbst soll im weiteren Verlauf erprobt werden, inwieweit das kleine Segel den 8 kg schweren Satelliten aus der Bahn heben kann.
Bei dem am 21. Januar 2019 gestarteten Vorgängersatelliten Xiaoxiang-1 03 war ein ähnlich großes, zweigeteiltes Segel nicht als Antrieb gedacht, sondern als Methode, um den Kleinsatelliten, nachdem er seine Aufgabe erfüllt hatte, wieder in die Erdatmosphäre eintreten zu lassen und so die Menge des Weltraummülls in niederen Umlaufbahnen zu reduzieren. Xiaoxiang-1 03 wurde von der Trägerrakete Langer Marsch 11 zunächst in einem um 97,5° zum Äquator geneigten sonnensynchronen Orbit von 512 × 526 km ausgesetzt.
Am 18. April 2019 wurde das insgesamt 0,7 m² große Sonnensegel des 6-U-Cubesats entfaltet.
Erste, zwischen November 2019 und Mai 2020 durchgeführte Beobachtungen legten nahe, dass sich mit dem Sonnensegel die Zeit bis zum Wiedereintritt von 16 auf 6 Jahre verkürzen würde, in Jahren mit hoher Sonnenaktivität auf 1 Jahr.
Tatsächlich hatte sich die Höhe der Umlaufbahn bis zum 22. März 2021, also nach 791 Tagen im Orbit, auf 500 km abgesenkt. Am 13. März 2022, nach 1147 Tagen, war die Bahnhöhe auf 450 km abgesunken, am 11. Mai 2022, nach 1206 Tagen, auf 400 km. Am 12. Juni 2022, nach 1238 Tagen, war die Bahnhöhe auf 178 km abgesunken. Am 14. Juni 2022 um 08:34 Uhr UTC, knapp dreieinhalb Jahre nach dem Start, trat der Satellit in die Atmosphäre ein und verglühte.

### Near-Earth Asteroid Scout (2022)
Der NEA-Scout ist eine 6U-Cubesat-Raumsonde der NASA, die am 16. November 2022 mit der Mondmission Artemis 1 startete und im November 2025 an dem Asteroid 1991 VG vorbeifliegen soll. Das Sonnensegel ergänzt dabei einen konventionellen Kaltgasantrieb.

## Systemkomponenten
Das Antriebskonzept „Sonnensegel“ erfordert hauchdünne Folien, die samt Verspiegelung und aufspannendem Gerüst zehn- bis hundertfach leichter sind als Papier und gleichzeitig reißfest genug, um aus kompakter Packung zu mehrfacher Fußballfeldgröße entfaltet werden zu können.

### Design
Ein Papier der NASA unterscheidet die folgenden drei Arten:
1. dreiachs-stabilisierte quadratische Segel
2. spin-stabilisiertes Rotorblatt-Segel (eng.: Heliogyro)
3. Spin-stabilisierte kreisförmige Segel

Neben diesen existieren auch noch Lösungen, die sich zum Teil aus Kombinationen der obigen drei Arten ergeben. So besitzt IKAROS z. B. ein quadratisches Segel, jedoch beruht der Entfaltemechanismus auf Fliehkraft, was dazu führte, dass der Satellit eine Spinstabilisierung benötigte. Demzufolge muss zwischen den Entfaltemechanismen (Fliehkraftausnutzung, mechanisches Ausfahren, …), den unterschiedlichen Arten der Satellitenstabilisierung und der Segelgeometrie (quadratisch, kreisförmig, Rotorblatt-ähnlich, …) unterschieden werden.

### Hypothetische Designes
Weitere Konzepte, die versuchen, die geringe Beschleunigung zu erhöhen, gehen von einem stationären Laser aus, der auf das Segel gerichtet wird. Ein vorgeschlagenes Projekt dazu ist Breakthrough Starshot, welches anstrebt, Microsonden zu Proxima Centauri B zu schicken.

### Material

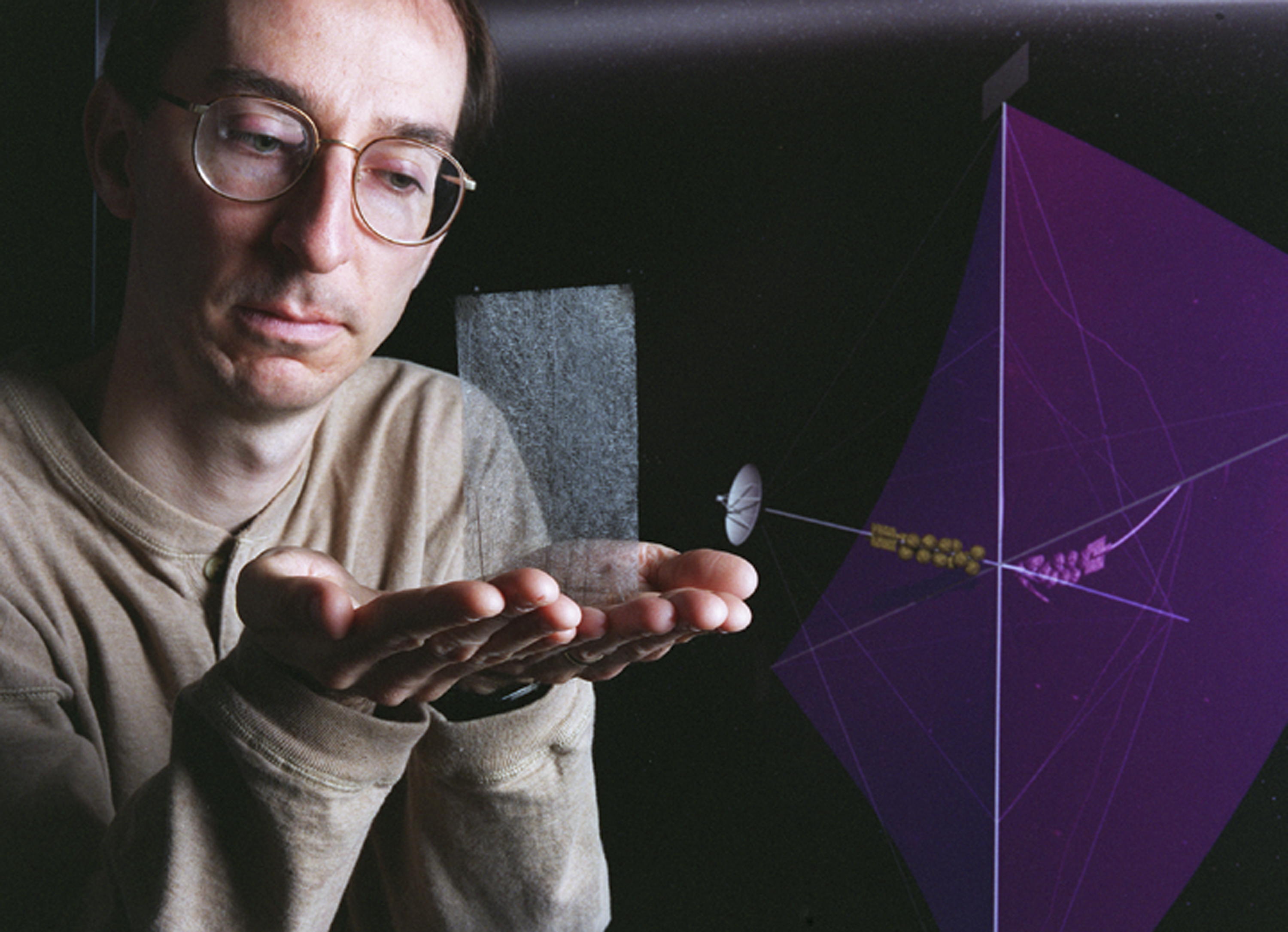
MSFC-Manager Les Johnson hält ein Kohlenstoff-Vlies in den Händen, das Sonnensegel in Zukunft reißfester machen könnte.

Ein Sonnensegel besteht in der Regel aus einer Trägerschicht, meist PET / Mylar, Kapton oder Kevlar, und wird auf den zwei Seiten unterschiedlich metallisiert, um die entsprechenden Emissions- und Reflexionswerte zu erhalten. Eine dünne Chromschicht wird eingesetzt, um einen hohen Emissionswert auf der sonnenabgewandten Seite, zur Abführung der absorbierten Energie, zu erreichen und eine dünne Aluminiumschicht soll ein hohes Reflexionsvermögen generieren.